# Never Ending Tour 1989
Never Ending Tour 1989 es el nombre popular de la gira musical del músico estadounidense Bob Dylan, realizada de forma ininterrumpida desde el 7 de junio de 1988. La cifra para el segundo año de gira fue de un total de 100 conciertos.

## Información
La gira de 1989 comenzó en Suecia con un concierto en Andrarum, Sweden el 27 de mayo. Supuso la cuarta vez que Dylan tocó en el país. A continuación, tocó en Finlandia, su segunda ocasión en el país, antes de volver a Suecia. Luego ofreció dos eventos en Dublín, lo cual supuso su primera visita a Irlanda desde su anterior visita en 1965. Después de tocar en Escocia y en varias ciudades de Inglaterra, tocó en Países Bajos, Bélgica y Francia. También ofreció tres conciertos en España, cuatro en Italia, uno en Turquía y dos en Grecia.
Tras finalizar la etapa europea, Dylan regresó a los Estados Unidos, tocando en casi los mismos lugares que el año anterior. Dylan continuó tocando en los Estados Unidos y en Canadá hasta el 15 de noviembre, cerrando la gira en Tampa (Florida).

## Fechas
| #            | Fecha                    | Ciudad                 | País            | Escenario                                 | Entradas vendidas/disponibles | Taquilla |
| ------------ | ------------------------ | ---------------------- | --------------- | ----------------------------------------- | ----------------------------- | -------- |
| Europa       |                          |                        |                 |                                           |                               |          |
| 1            | 25 de mayo de 1989       | Praga                  | República Checa | Strahov Stadium                           | —                             | —        |
| 2            | 27 de mayo de 1989       | Tomelilla              | Suecia          | Christinehof's Slottspark                 | —                             | —        |
| 3            | 28 de mayo de 1989       | Estocolmo              | Suecia          | Globen Arena                              | —                             | —        |
| 4            | 30 de mayo de 1989       | Helsinki               | Finlandia       | Helsinki Ice Hall                         | —                             | —        |
| 5            | 3 de junio de 1989       | Dublín                 | Irlanda         | RDS Simmonscourt                          | —                             | —        |
| 6            | 4 de junio de 1989       | Dublín                 | Irlanda         | RDS Simmonscourt                          | —                             | —        |
| 7            | 6 de junio de 1989       | Glasgow                | Escocia         | Scottish Exhibition and Conference Centre | —                             | —        |
| 8            | 7 de junio de 1989       | Birmingham             | Inglaterra      | National Exhibition Centre                | —                             | —        |
| 9            | 8 de junio de 1989       | Londres                | Inglaterra      | Wembley Arena                             | —                             | —        |
| 10           | 10 de junio de 1989      | The Hague              | Países Bajos    | Statenhale                                | —                             | —        |
| 11           | 11 de junio de 1989      | Bruselas               | Bélgica         | Forest National                           | —                             | —        |
| 12           | 13 de junio de 1989      | Frejus                 | Francia         | Amphithéâtre de Fréjus                    | —                             | —        |
| 13           | 15 de junio de 1989      | Madrid                 | España          | Palacio de Deportes de la Comunidad       | —                             | —        |
| 14           | 16 de junio de 1989      | Barcelona              | España          | Palau dels Esports de Barcelona           | —                             | —        |
| 15           | 17 de junio de 1989      | San Sebastián          | España          | Velódromo de Anoeta                       | —                             | —        |
| 16           | 19 de junio de 1989      | Milán                  | Italia          | Palatrussardi                             | —                             | —        |
| 17           | 20 de junio de 1989      | Roma                   | Italia          | Palazzo della Civiltà Italiana            | —                             | —        |
| 18           | 21 de junio de 1989      | Turín                  | Italia          | Stadio Simonetta Lamberti                 | —                             | —        |
| 19           | 22 de junio de 1989      | Livorno                | Italia          | Stadio Armando Picchi                     | —                             | —        |
| 20           | 24 de junio de 1989      | Estambul               | Turquía         | Cemil Topuzlu Open-Air Theatre            | —                             | —        |
| 21           | 26 de junio de 1989      | Patras                 | Grecia          | Papacharalabeio Ethniko Stadio            | —                             | —        |
| 22           | 28 de junio de 1989      | Atenas                 | Grecia          | Panathinaiko Stadium                      | —                             | —        |
| Norteamérica |                          |                        |                 |                                           |                               |          |
| 23           | 1 de julio de 1989       | Peoria                 | Estados Unidos  | Peoria Civic Center                       | —                             | —        |
| 24           | 2 de julio de 1989       | Hoffman Estates        | Estados Unidos  | Poplar Creek Music Theater                | —                             | —        |
| 25           | 3 de julio de 1989       | Milwaukee              | Estados Unidos  | Marcus Amphitheater                       | —                             | —        |
| 26           | 5 de julio de 1989       | Rochester              | Estados Unidos  | Meadow Brook Hall                         | —                             | —        |
| 27           | 6 de julio de 1989       | Rochester              | Estados Unidos  | Meadow Brook Hall                         | —                             | —        |
| 28           | 8 de julio de 1989       | Noblesville            | Estados Unidos  | Deer Creek Music Center                   | —                             | —        |
| 29           | 9 de julio de 1989       | Cuyahoga Falls         | Estados Unidos  | Blossom Music Center                      | —                             | —        |
| 30           | 11 de julio de 1989      | Harrisburg             | Estados Unidos  | Skyline Sports Complex                    | —                             | —        |
| 31           | 12 de julio de 1989      | Allentown              | Estados Unidos  | Allentown Fairgrounds                     | —                             | —        |
| 32           | 13 de julio de 1989      | Mansfield              | Estados Unidos  | Comcast Center                            | —                             | —        |
| 33           | 15 de julio de 1989      | Old Orchard Beach      | Estados Unidos  | Seashore Performing Arts Center           | —                             | —        |
| 34           | 16 de julio de 1989      | Bristol                | Estados Unidos  | Lake Compounce Festival Park              | —                             | —        |
| 35           | 17 de julio de 1989      | Stanhope               | Estados Unidos  | Waterloo Village                          | —                             | —        |
| 36           | 19 de julio de 1989      | Columbia               | Estados Unidos  | Merriweather Post Pavilion                | —                             | —        |
| 37           | 20 de julio de 1989      | Atlantic City          | Estados Unidos  | Caesars Atlantic City                     | —                             | —        |
| 38           | 21 de julio de 1989      | Holmdel                | Estados Unidos  | Garden State Arts Center                  | —                             | —        |
| 39           | 23 de julio de 1989      | Wantagh                | Estados Unidos  | Jones Beach Theater                       | —                             | —        |
| 40           | 25 de julio de 1989      | Hopewell               | Estados Unidos  | Finger Lakes Performing Arts Center       | —                             | —        |
| 41           | 26 de julio de 1989      | Saratoga Springs       | Estados Unidos  | Saratoga Performing Arts Center           | —                             | —        |
| 42           | 28 de julio de 1989      | Pittsburgh             | Estados Unidos  | Pittsburg Civic Arena                     | —                             | —        |
| 43           | 29 de julio de 1989      | Vaughan                | Canadá          | Kingswood Music Theatre                   | —                             | —        |
| 44           | 30 de julio de 1989      | Ottawa                 | Canadá          | Ottawa Civic Centre                       | —                             | —        |
| 45           | 31 de julio de 1989      | Joliette               | Canadá          | L’Amphitheatre Joliette                   | —                             | —        |
| 46           | 3 de agosto de 1989      | Saint Paul             | Estados Unidos  | Harriet Island Pavilion                   | —                             | —        |
| 47           | 4 de agosto de 1989      | Madison                | Estados Unidos  | Dane County Coliseum                      | —                             | —        |
| 48           | 5 de agosto de 1989      | Grand Rapids           | Estados Unidos  | Welsh Auditorium                          | —                             | —        |
| 49           | 6 de agosto de 1989      | Columbus               | Estados Unidos  | Cooper Stadium                            | —                             | —        |
| 50           | 8 de agosto de 1989      | Toledo                 | Estados Unidos  | Savage Arena                              | —                             | —        |
| 51           | 9 de agosto de 1989      | St. Louis              | Estados Unidos  | The Muny                                  | —                             | —        |
| 52           | 10 de agosto de 1989     | Cincinnati             | Estados Unidos  | Riverbend Music Center                    | —                             | —        |
| 53           | 12 de agosto de 1989     | Doswell                | Estados Unidos  | Kings Dominion                            | —                             | —        |
| 54           | 13 de agosto de 1989     | Charlotte              | Estados Unidos  | Charlotte Palladium                       | —                             | —        |
| 55           | 15 de agosto de 1989     | Atlanta                | Estados Unidos  | Memorial Park Amphitheater                | —                             | —        |
| 56           | 16 de agosto de 1989     | Atlanta                | Estados Unidos  | Memorial Park Amphitheater                | —                             | —        |
| 57           | 18 de agosto de 1989     | Louisville             | Estados Unidos  | Freedom Hall                              | —                             | —        |
| 58           | 19 de agosto de 1989     | Springfield            | Estados Unidos  | State Fair Grandstand                     | —                             | —        |
| 59           | 220 de agosto de 1989    | Antioch                | Estados Unidos  | Starwood Amphitheatre                     | —                             | —        |
| 60           | 22 de agosto de 1989     | Bonner Springs         | Estados Unidos  | Sandstone Amphitheater                    | —                             | —        |
| 61           | 23 de agosto de 1989     | Oklahoma City          | Estados Unidos  | Zoo Amphitheater                          | —                             | —        |
| 62           | 25 de agosto de 1989     | Nueva Orleans          | Estados Unidos  | Lakefront Arena                           | —                             | —        |
| 63           | 26 de agosto de 1989     | Houston                | Estados Unidos  | The Summit                                | —                             | —        |
| 64           | 27 de agosto de 1989     | Dallas                 | Estados Unidos  | Starplex Amphitheater                     | —                             | —        |
| 65           | 29 de agosto de 1989     | Las Cruces             | Estados Unidos  | Pan American Center                       | —                             | —        |
| 66           | 30 de agosto de 1989     | Greenwood Village      | Estados Unidos  | Fiddler's Green Amphitheatre              | —                             | —        |
| 67           | 1 de septiembre de 1989  | Vernal                 | Estados Unidos  | Western Park Amphitheater                 | —                             | —        |
| 68           | 3 de septiembre de 1989  | Berkeley               | Estados Unidos  | Hearst Greek Theatre                      | —                             | —        |
| 69           | 5 de septiembre de 1989  | Santa Barbara          | Estados Unidos  | Santa Barbara Bowl                        | —                             | —        |
| 70           | 6 de septiembre de 1989  | San Diego (California) | Estados Unidos  | Starlight Bowl                            | —                             | —        |
| 71           | 8 de septiembre de 1989  | Costa Mesa             | Estados Unidos  | Pacific Amphitheatre                      | —                             | —        |
| 72           | 9 de septiembre de 1989  | Los Ángeles            | Estados Unidos  | Greek Theatre                             | —                             | —        |
| 73           | 10 de septiembre de 1989 | Los Ángeles            | Estados Unidos  | Greek Theatre                             | —                             | —        |
| 74           | 10 de octubre de 1989    | Nueva York             | Estados Unidos  | Beacon Theatre                            | —                             | —        |
| 75           | 11 de octubre de 1989    | Nueva York             | Estados Unidos  | Beacon Theatre                            | —                             | —        |
| 76           | 12 de octubre de 1989    | Nueva York             | Estados Unidos  | Beacon Theatre                            | —                             | —        |
| 77           | 13 de octubre de 1989    | Nueva York             | Estados Unidos  | Beacon Theatre                            | —                             | —        |
| 78           | 15 de octubre de 1989    | Upper Darby            | Estados Unidos  | Tower Theater                             | —                             | —        |
| 79           | 16 de octubre de 1989    | Upper Darby            | Estados Unidos  | Tower Theater                             | —                             | —        |
| 80           | 17 de octubre de 1989    | Washington D. C.       | Estados Unidos  | DAR Constitution Hall                     | —                             | —        |
| 81           | 18 de octubre de 1989    | Washington D. C.       | Estados Unidos  | DAR Constitution Hall                     | —                             | —        |
| 82           | 20 de octubre de 1989    | Poughkeepsie           | Estados Unidos  | Mid-Hudson Civic Center                   | —                             | —        |
| 83           | 22 de octubre de 1989    | Kingston               | Estados Unidos  | Keaney Gymnasium                          | —                             | —        |
| 84           | 23 de octubre de 1989    | Boston                 | Estados Unidos  | Boston Opera House                        | —                             | —        |
| 85           | 24 de octubre de 1989    | Boston                 | Estados Unidos  | Boston Opera House                        | —                             | —        |
| 86           | 25 de octubre de 1989    | Boston                 | Estados Unidos  | Boston Opera House                        | —                             | —        |
| 87           | 27 de octubre de 1989    | Troy                   | Estados Unidos  | Houston Field House                       | —                             | —        |
| 88           | 29 de octubre de 1989    | Ithaca                 | Estados Unidos  | Ithaca College                            | —                             | —        |
| 89           | 31 de octubre de 1989    | Chicago                | Estados Unidos  | Arie Crown Theater                        | —                             | —        |
| 90           | 1 de noviembre de 1989   | Ann Arbor              | Estados Unidos  | Hill Auditorium                           | —                             | —        |
| 91           | 2 de noviembre de 1989   | Cleveland              | Estados Unidos  | Cleveland State Theatre                   | —                             | —        |
| 92           | 4 de noviembre de 1989   | Indiana                | Estados Unidos  | University of Pennsylvania                | —                             | —        |
| 93           | 6 de noviembre de 1989   | Blacksburg             | Estados Unidos  | Cassell Coliseum                          | —                             | —        |
| 94           | 1 de noviembre de 1989   | Norfolk                | Estados Unidos  | Chrysler Hall                             | —                             | —        |
| 95           | 8 de noviembre de 1989   | Durham                 | Estados Unidos  | Duke University                           | —                             | —        |
| 96           | 10 de noviembre de 1989  | Atlanta                | Estados Unidos  | Atlanta Fox Theatre                       | —                             | —        |
| 97           | 12 de noviembre de 1989  | Sunrise                | Estados Unidos  | Sunrise Musical Theater                   | —                             | —        |
| 98           | 13 de noviembre de 1989  | Sunrise                | Estados Unidos  | Sunrise Musical Theater                   | —                             | —        |
| 99           | 14 de noviembre de 1989  | Tampa                  | Estados Unidos  | Tampa Festival Hall                       | —                             | —        |
| 100          | 15 de noviembre de 1989  | Tampa                  | Estados Unidos  | Tampa Festival Hall                       | —                             | —        |